# Teresa Saporiti
Répertoire
- Donna Anna dans Don Giovanni
- Rôle-titre de Nitteti de Francesco Bianchi

Teresa Saporiti, née en 1763 à Milan et morte le 17 mars 1869 dans la même ville, est une célèbre soprano et compositrice italienne. Elle est surtout connue pour avoir joué le rôle de Donna Anna dans l'opéra de Wolfgang Amadeus Mozart, Don Giovanni. Dans les dernières années de sa vie, elle était connue sous son nom d'épouse Teresa Saporiti-Codecasa.

## Biographie
Teresa Saporiti est née en 1763 à Milan. On connaît peu de choses sur sa jeunesse. En 1782, elle et sa sœur Antonia ont été engagées par l'impresario, Pasquale Bondini, pour chanter à Leipzig avec une compagnie d'opéra italienne.
Selon The Cambridge Mozart Encyclopedia (et plusieurs autres sources), Theresa et Antonia ont pu être les sœurs de Caterina Bondini, qui a été la première Zerlina dans le Don Giovanni et l'épouse de Pasquale Bondini. Antonia a abandonné très tôt sa carrière et est décédée à Milan en 1787. Teresa, cependant, est restée avec la compagnie jusqu'en 1788 et a joué avec eux à Leipzig, à Dresde et à Prague. Elle est surtout connue pour avoir chanté Donna Anna dans la première mondiale de Don Giovanni en 1787. Elle était une femme séduisante, et plusieurs auteurs ont spéculé que les paroles de Don Giovanni dans la scène du dîner à l'acte II, « Ah che piatto saporito! » (Ah, quel plat savoureux!) est une allusion malicieuse à Saporiti.
Entre 1788 et 1789, elle a chanté à Venise au Teatro Venier comme Mandane dans Artaserse de Ferdinando Bertoni (novembre 1788); comme Selene dans la première mondiale de Arsace de Pietro Alessandro Guglielmi (26 décembre 1788); et comme Armida dans la première mondiale de Rinaldo de Guglielmi (28 janvier 1789). Elle s'est ensuite produite à La Scala où, le 20 avril 1789, elle a chanté le rôle titre dans la première mondiale de Nitteti de Francesco Bianchi. Elle a ensuite chanté à Parme, à Modène, à Bologne, à Vienne, à Moscou et à Saint-Pétersbourg. À Saint-Pétersbourg, elle a été la prima buffa assoluta dans la compagnie d'opéra de Gennaro Astarita et a chanté dans les opéras d'Astarita, Paisiello et Cimarosa. Saporiti a également composé deux arias, Dormivo in mezzo al prato et Caro mio ben, deh senti, qui ont été publiés en 1796.
Au cours de ses dernières années, elle était souvent appelée par son nom de mariée, Teresa Saporiti-Codecasa, et elle vivait à Milan où elle organisait des concerts de salon dans sa maison. Lors d'un de ces concerts en 1841, Verdi a présenté la musique de son opéra Nabucco qui devait être créé l'année suivante à La Scala. Teresa Saporiti est décédée à Milan le 17 mars 1869 à l'âge de 106 ans. Sa fille, Fulvia, a continué à correspondre avec Verdi plusieurs années plus tard.